# Lepadella apsicora
Lepadella apsicora är en hjuldjursart som beskrevs av Myers 1934. Lepadella apsicora ingår i släktet Lepadella och familjen Lepadellidae. Inga underarter finns listade i Catalogue of Life.